# Redingeria krempelhuberi
Redingeria krempelhuberi är en lavart som först beskrevs av Redinger, och fick sitt nu gällande namn av Frisch 2006. Redingeria krempelhuberi ingår i släktet Redingeria och familjen Thelotremataceae.   Inga underarter finns listade i Catalogue of Life.